# Orange (condado de Franklin)
Orange es un lugar designado por el censo ubicado en el condado de Franklin en el estado estadounidense de Massachusetts. En el Censo de 2010 tenía una población de 4.018 habitantes y una densidad poblacional de 256,04 personas por km².

## Geografía
Orange se encuentra ubicado en las coordenadas 42°36′4″N 72°17′44″O / 42.60111, -72.29556. Según la Oficina del Censo de los Estados Unidos, Orange tiene una superficie total de 15.69 km², de la cual 15.52 km² corresponden a tierra firme y (1.11%) 0.17 km² es agua.

## Demografía
Según el censo de 2010, había 4.018 personas residiendo en Orange. La densidad de población era de 256,04 hab./km². De los 4.018 habitantes, Orange estaba compuesto por el 95.35% blancos, el 1.32% eran afroamericanos, el 0.3% eran amerindios, el 0.37% eran asiáticos, el 0.02% eran isleños del Pacífico, el 1.02% eran de otras razas y el 1.62% pertenecían a dos o más razas. Del total de la población el 3.56% eran hispanos o latinos de cualquier raza.